# Gregor Strasser
Gregor Strasser (también escrito como Straßer) (Geisenfeld, 31 de mayo de 1892 - Berlín, 30 de junio de 1934) fue un político alemán, presidente del Partido Nacionalsocialista Obrero Alemán (NSDAP) de 1923 a 1925, con motivo del encarcelamiento de Hitler tras el fracasado intento de golpe de Estado de la cervecería Burgerbräukeller (Putsch de Múnich). El 30 de junio de 1934 fue asesinado en Berlín por las SS, durante la Noche de los cuchillos largos.

## Biografía

### Primeros años
Gregor Strasser nació, al igual que su hermano Otto, en una familia católica de Geisenfeld, una localidad de la Alta Baviera. Tras terminar su bachillerato y sus exámenes finales (Abitur), realizó una formación profesional superior de Droguería, en el municipio de Frontenhausen (Baja Baviera), entre 1910 y 1914. En ese año comienza sus estudios de Farmacia en la Universidad de Erlangen-Núremberg de Erlangen, en Núremberg, que abandonaría el mismo año para alistarse como voluntario en el Reichswehr, el ejército del Imperio Alemán. Strasser combatió en la Primera Guerra Mundial con el 1.º Regimiento de Artillería de Baviera en el Frente Occidental, ascendiendo al rango de teniente primero. Fue condecorado con las cruces de Hierro de primera y segunda clase.
En 1918, terminada la guerra, continuó sus estudios y en 1919 ingresa en los Freikorps de Franz Ritter von Epp junto con su hermano Otto. Ese mismo año pasa su examen de grado y en 1920 comienza a trabajar como farmacéutico en Landshut. A su vez, fundó y lideró un movimiento llamado Sturmbataillon Niederbayern, donde Heinrich Himmler sirvió como ayudante. A mediados de marzo de 1920 el movimiento de Strasser estaba listo para participar en el fallido golpe de Kapp. Su hermano Otto que comandaba una de las organizaciones socialistas de la época llamadas Rote Hundertschaft, se opuso al putsch considerándolo un golpe de Estado derechista.
También en 1920, se casó con Else Strasser Vollmuth (1893-1982), hija del rico industrial maderero Lorenz Vollmuth. Del matrimonio nació el 7 de diciembre de 1920 los gemelos Günter y Helmut que murieron en Rusia el 30 de julio de 1941 y el 27 de mayo de 1942.

### Carrera en el NSDAP

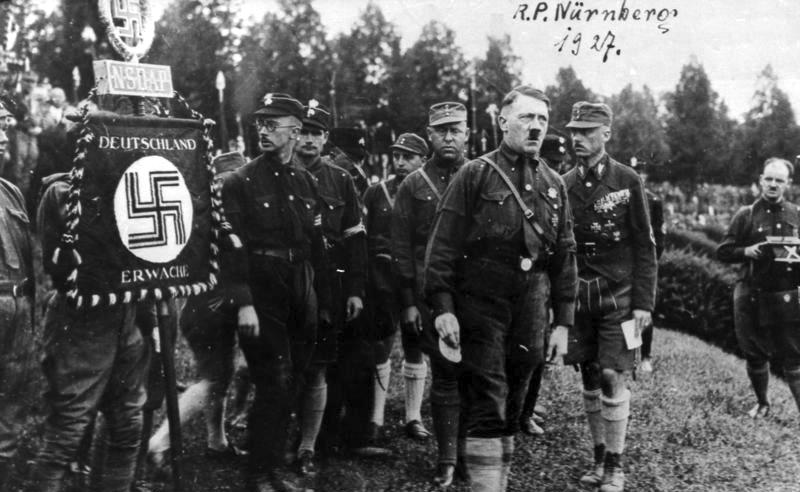
Heinrich Himmler, Rudolf Hess, Adolf Hitler y Strasser en una de las pocas fotografías en que aparecen juntos. 1927.

Pronto Gregor Strasser lideró un movimiento llamado völkischer Wehrverband (Unión de Defensa del Pueblo), uno de los varios grupos paramilitares nacionalistas formados en los años de la República de Weimar. Se afilió al NSDAP en 1921, el cual había sido fundado en Múnich un año antes. En noviembre de 1923 tomó parte activa en el Putsch de Múnich. Tras el fracaso del golpe fue sentenciado a un año y medio de prisión, pero salió libre después de unas pocas semanas debido a que el 4 de mayo de 1924 había sido elegido miembro del parlamento de Baviera por el «Völkischer Block», una organización cercana al nacional-socialismo. El 7 de diciembre del mismo año alcanzó un puesto de parlamentario en el tercer Reichstag como representante de la lista unificada de la extrema derecha alemana del Deutschvölkische Freiheitspartei (DVFP) y la Nationalsozialistische Freiheitsbewegung (NSFB), que servía de organización de reemplazo para el NSDAP, que se encontraba ilegalizado desde el putsch de Múnich. Strasser mantuvo ese cargo parlamentario hasta diciembre de 1932.
Su actividad parlamentaria lo enfrentó con Adolf Hitler y sus partidarios, acérrimos detractores de la democracia. Sin embargo, la capacidad de organización de Strasser, que logra dar el salto fuera de Baviera, hace que consiga 32 escaños en las elecciones de 1924. Uno de los artífices de este triunfo fue uno de los miembros del NSDAP más allegados a Strasser, el célebre Joseph Goebbels, miembro por aquellos años también del ala más izquierdista del NSDAP. Años más tarde, Goebbels se convertiría en un fiel discípulo de Hitler.
A diferencia del futuro Führer, la concepción política de Strasser era bastante cercana al socialismo, pues ponía mucho énfasis en la mejora de las condiciones de vida de las clases trabajadoras y la solidaridad con los pueblos oprimidos del mundo. Strasser es quien crea un sindicato nazi y quien, asimismo, aboga por la creación de un sistema nacional de pensiones, similar a la caja de solidaridad que ya mantenía el NSDAP y que tan buenos resultados le había dado. Strasser propugnaba el respeto a la propiedad privada, pero mantenía que la propiedad debe ser a la vez social y sujeta a las necesidades de la nación. Solía ilustrar esto con el ejemplo del servicio militar, pues siendo privado y libre, el ciudadano seguía teniendo la obligación de servir a la comunidad e incluso de morir por ella en casos de extrema emergencia.
Después de la refundación oficial del NSDAP por parte de Hitler, Strasser se convirtió en el primer Gauleiter (jefe) de Baja Baviera/Alto Palatinado  y, tras la división de esta región, solo de la Baja Baviera hasta 1929. Desde el 30 de junio de 1926 y hasta comienzos de 1928, fue el Reichspropagandaleiter (Líder del Reich para la Propaganda) del NSDAP y desde enero de 1928 hasta diciembre de 1932 tuvo el cargo de Reichsorganisationsleiter (Jefe de Organización del Reich). Strasser reorganizó toda la estructura del NSDAP, tanto en su formación regional, como en su administración vertical. El NSDAP se convirtió así en una organización estrictamente centralizada, con mecanismos propios de control y con un alto nivel de propaganda.

### Las reformas de Strasser
Después de 1925, las habilidades organizativas de Strasser ayudaron al NSDAP a dar el gran salto y pasar de ser un partido marginal de provincias, a un movimiento popular con presencia en toda Alemania, apelando a las clases bajas y sus tendencias hacia el socialismo. El número de afiliados del NSDAP creció de 27.000 en 1925 a más de 800.000 en 1931. Strasser posicionó al NSDAP en el norte y oeste de Alemania como una poderosa asociación política que pronto logró una mayor cantidad de adeptos que la sección del partido controlada por Hitler, en el sur del país. Por otra parte, participó en la fundación de las SA de Berlín, bajo la dirección de Kurt Daluege, en marzo de 1926. La organización extranjera del partido (NSDAP/AO) fue formada también por iniciativa de Strasser, y Hans Nieland la asumió como primer líder el 1 de mayo de 1931. Junto a su hermano Otto fundó el Kampf-Verlag (Editorial de combate) de Berlín en marzo de 1926, en donde se publicó, entre otros documentos, el periódico semanal Der Nationale Sozialist (El Socialista Nacional), activo desde 1926 hasta 1930.
Los hermanos Strasser controlaron la organización del NSDAP en Berlín y desarrollaron un perfil ideológico independiente del que tenían los nazis bávaros, controlado por Hitler[cita requerida]. Ellos abogaban (en principio con aliados como Joseph Goebbels) por un enfoque anticapitalista y socialista[cita requerida] para el NSDAP, en conjunto con ideas antisemitas y antimarxistas. Junto con la federación de gauleiters del noroeste del país (Arbeitsgemeinschaft Nordwest) que tenía bajo su liderazgo, Gregor Strasser creó un instrumento de apoyo para las ideas sociales, políticas y económicas del ala izquierda del NSDAP[cita requerida]. Sin embargo, el 14 de febrero de 1926, Joseph Goebbels cambiaría de bando y Hitler se haría, gracias a él, con el control total del partido[cita requerida]. La disolución del sindicato creado por Gregor Strasser fue decretada por una directiva de Múnich el 1 de julio de 1926. No obstante, los hombres de Strasser seguirían ejerciendo gran influencia en el NSDAP hasta el punto de que, estando ya Hitler en el poder, nombraría como Ministro de Finanzas a Hjalmar Schacht, un conocido economista miembro del Partido Democrático Alemán (uno de los dos partidos liberales, junto al Partido Popular Alemán) y ajeno a los círculos nazis.
A pesar de su reputación como representante del ala izquierda dentro del NSDAP, Strasser poseía desde principios de los años treinta, buenos contactos con los grandes propietarios industriales.
Las cartas privadas del influyente industrial Paul Silverberg dirigidas a Hitler en mayo de 1932,  elogiando a Strasser para la "transición del NSDAP desde la oposición a  gobernar". Para demostrar la capacidad de gobernar de su partido, Strasser anunció el 20 de octubre de 1932, en el Palacio de Deportes de Berlín, el nuevo "programa de desarrollo económico" del Partido Nazi. En ella se redujeron las proclamas anticapitalista y las demandas de autarquía se redujeron de manera significativa. En lugar de aumentos de impuestos para los ricos, ahora exigían recortes de impuestos, en lugar de los controles de precios para luchar contra la deflación, libertad de precios. Aunque todavía se defendía el proteccionismo agrícola y la prioridad para los productos alemanes, al mismo tiempo se hacía hincapié en el comercio exterior. Para superar el desempleo masivo, propuso renunciar al patrón oro, a nacionalizar los bancos o a la emisión de deuda pública para la creación de empleo con inversiones públicas.
Ese mismo año, en una entrevista con el periodista estadounidense Hubert Renfro Knickerbocker, dijo lo siguiente:
"Reconocemos la propiedad privada. Reconocemos la iniciativa privada. Reconocemos nuestra deuda y préstamos. Nos oponemos a la nacionalización de la industria. Nos oponemos a la estatalización del comercio. Nos oponemos a la economía planificada en el sentido soviético".

### Conflicto con Hitler y muerte
La rivalidad programática y personal con Hitler empeoró dramáticamente cuando el Canciller del Reich, Kurt von Schleicher, ofreció a Strasser la vicecancillería y el cargo de primer ministro de Prusia en diciembre de 1932. Von Schleicher esperaba dividir al NSDAP y con Strasser, aglutinar a su ala izquierda. Las estimaciones ulteriores de contemporáneos de Strasser suponen que de entre los 196 parlamentarios nazis del Reichstag, entre 60 y 100 de ellos podrían haber seguido a Strasser en caso de que este hubiese roto abiertamente con Hitler.
El plan de Von Schleicher falló, por una parte debido a que Strasser no se convenció de la necesidad de romper con Hitler, y por otra, a causa de la propia intervención de Hitler, quien logró una vez más asegurarse como líder del NSDAP y obtener la lealtad de sus miembros, en una reunión de la directiva del NSDAP celebrada en diciembre de 1932. Strasser perdió entonces todas sus posiciones y renunció a todos sus cargos en el organigrama nazi el 8 de diciembre de 1932. Su cargo de parlamentario lo mantuvo por algún tiempo, principalmente porque sin la inmunidad que este le aseguraba, hubiese tenido que afrontar las consecuencias de varias resoluciones judiciales que lo condenaban a propósito de querellas por injurias.
En medio de esto, Strasser se fue de vacaciones a Italia, lo que significó una pérdida aún mayor de su posición en el partido y que ha sido calificada por el historiador Hans-Ulrich Wehler como una demostración muy aplastante de su mediocridad política. A pesar de todo, aún en enero de 1933, Strasser fue presentado confidencialmente por Von Schleicher ante Hindenburg (entonces jefe del Estado alemán) como potencial vicecanciller, presentación que favoreció su imagen frente al jefe de Estado. Sin embargo, tras las elecciones de Lippe del 15 de enero, que culminaron con un triunfo electoral para el NSDAP y que parecían confirmar la orientación de Hitler, Strasser fue definitivamente marginado, y a partir del 30 de enero de 1933 se retiró de la política: con la anuencia de Hitler, asumió el cargo de director de la firma Schering Kahlbaum en Berlín. Además fue presidente de la institución gremial empresarial de la industria farmacéutica. Continuó trabajando como publicista. Desde junio de 1931 y hasta el 4 de febrero de 1933, publicó el periódico semanal Die Schwarze Front (El Frente Negro)[cita requerida].
Tras recibir la condecoración de oro del NSDAP el 23 de junio de 1934, sólo siete días más tarde, Strasser fue detenido y conducido al cuartel general de la Gestapo en Berlín. Su detención se inscribió en el marco de las purgas del NSDAP, que fueron llamadas oficialmente "Röhm-Putsch" (Noche de los cuchillos largos), una acción de "limpieza" en cuyo transcurso Hitler y otros dirigentes nazis hicieron asesinar a los rivales políticos reales o supuestos de sus propias filas, así como a otras personas desagradables para el nuevo régimen. Para Strasser la detención habría sido una sorpresa: en un primer momento habría pensado que Hitler lo mandaba llamar para reincorporarlo a la dirección del NSDAP. En contraposición con esta teoría, sin embargo, está la declaración de 1951 de su antiguo colega Paul Schultz, en la que este señala que, después de la victoria electoral nazi, Strasser habría dicho proféticamente y con frecuencia: «Hitler nos mandará matar, nosotros no tendremos una muerte natural».
Fritz Günther von Tschirschky, un colaborador del vicecanciller de Hitler, Franz von Papen, que también estaba preso en la calle Prinz-Albrecht, escribe en sus memorias que fue testigo del asesinato de Strasser. Según él, Strasser fue conducido por varios agentes de las SS a través de un estrecho corredor en el subterráneo del cuartel general de la Gestapo, que colindaba con la celda masiva provisional en la que él habría estado encerrado y trasladado a una celda individual. En la ejecución de Strasser, según el testigo, intervino directamente Reinhard Heydrich junto a dos subordinados de la Gestapo que inicialmente dispararon a través de la mirilla de la celda hiriendo levemente a este; entonces entraron en la celda y lo remataron a balazos.
Allí, a través de tres disparos en la sien y dos en la nuca, Strasser habría sido ejecutado. Tschirschky señala que no vio la ejecución en sí porque los funcionarios habían cerrado la puerta entre el corredor y la celda. En cambio, el vigilante de las SS le habría dicho pocos minutos después «el cerdo ha sido finiquitado» y habría demostrado la manera en que ocurrió la ejecución escenificándola de manera vivaz, «ilustrándola con los dedos». Pocos minutos después, se habrían acarreado sacos ensangrentados a la vista de los presos y en el corredor se podía ver un charco de sangre, así como algunas perforaciones por impacto de bala. Tschirschky concluye de esto que el ejecutado fue inmediatamente descuartizado en ese mismo lugar del asesinato y su cadáver fue trasportado, por partes, en estos sacos.
La muerte de Strasser se declaró inicialmente como suicidio.
Su hermano Otto Strasser logró huir y sobrevivir a la guerra, exiliándose primero en Checoslovaquia y más tarde en Canadá. No obstante, volvió a Alemania tras la Segunda Guerra Mundial, donde continuó la militancia política hasta su muerte, en 1974.

## En la ficción
Es un importante personaje de la novela "La crin de Damocles", de Javier Pérez Fernández, Premio Azorín de Novela en 2006, y en "La espina de la amapola", del mismo autor, obras que se desenvuelven en torno a las tesis políticas de Strasser y a su actividad y liderazgo como presidente del NSDAP durante el encarcelamiento de Adolf Hitler.